# David Patterson
David Andrew Patterson (Evergreen Park, 16 novembre 1947) è un informatico statunitense.
È uno dei pionieri dell'architettura RISC e della tecnologia RAID. È coautore di sette libri, inclusi due con John L. Hennessy, molto utilizzati nello studio dell'informatica.

## Biografia

### Origini e formazione
Dopo aver conseguito la laurea e il titolo di Ph.D. dalla University of California, Los Angeles nel 1977 divenne docente universitario di informatica.

### Attività scientifica e accademica
In passato ha ricoperto la carica di presidente (chair) del Computer Science Department presso l'Università di Berkeley e della Computing Research Association, è stato eletto Presidente della Association for Computing Machinery (ACM) dal 2004 al 2006 e ha fatto parte dell'Information Technology Advisory Committee del presidente degli Stati Uniti dal 2003 al 2005. Il suo lavoro è stato riconosciuto attraverso numerosi premi ed onorificenze sia in campo scientifico che educativo dall'ACM e dall'IEEE, nonché con l'elezione alla National Academy of Engineering degli Stati Uniti. Nel 2005 ha condiviso con Hennessy il Japan's Computer & Communication Award ed è stato inserito nella Silicon Valley Engineering Hall of Fame. Nel 2006 è stato eletto alla American Academy of Arts and Sciences e alla National Academy of Science e ha ricevuto il Distinguished Service Award dalla Computing Research Association.

## Attività correnti
Insegna Architettura dei calcolatori presso la University of California, Berkeley. Attualmente i suoi interessi di ricerca sono rivolti al progetto di innovativi microprocessori basati sull'utilizzo di DRAM Intelligenti.